# Don't Stop the Party (Black Eyed Peas)
Don't Stop the Party è un singolo del gruppo musicale statunitense The Black Eyed Peas, pubblicato il 10 maggio 2011 come terzo estratto dal sesto album in studio The Beginning.

## Descrizione
Scritto dai quattro componenti del gruppo con la collaborazione di Joshua Alvarez e LeRoy, questo è uno dei tre brani dell'album ad essere stati prodotti da DJ Ammo, insieme a The Time (Dirty Bit) e Do It Like This. Il brano è per la maggior parte di genere hip house ed è stato annunciato come terzo singolo dell'album sul sito ufficiale dei Black Eyed Peas il 9 maggio 2011. Durando oltre sei minuti, è la traccia più lunga dell'album.

## Promozione
Il gruppo ha cantato il brano a The Paul O'Grady Show il 13 maggio 2011. Quattro giorni dopo, lo ha presentato anche a X Factor. La canzone è inclusa nella scaletta del loro tour promozionale chiamato The Beginning Massive Stadium Tour.

## Video musicale
Il videoclip, diretto da Ben Mor, è stato pubblicato il 10 maggio 2011 e mostra il gruppo ripreso durante il The Beginning Massive Stadium Tour in Brasile, sul palco e nel backstage. Inoltre sono state effettuate delle riprese dal jet privato del gruppo.

## Tracce
1. Don't Stop The Party (Radio Edit) – 4:00
2. The Situation (Album Version) – 3:47

## Classifiche

### Classifiche settimanali
| Classifica (2011) | Posizione massima |
| ----------------- | ----------------- |
| Australia         | 16                |
| Austria           | 5                 |
| Belgio (Fiandre)  | 6                 |
| Belgio (Vallonia) | 3                 |
| Canada            | 18                |
| Francia           | 3                 |
| Germania          | 27                |
| Irlanda           | 10                |
| Nuova Zelanda     | 9                 |
| Paesi Bassi       | 75                |
| Regno Unito       | 17                |
| Repubblica Ceca   | 12                |
| Slovacchia        | 15                |
| Svizzera          | 25                |

### Classifiche di fine anno
| Classifica (2011) | Posizione |
| ----------------- | --------- |
| Francia           | 19        |